# Виноградов, Николай Иванович (священник)
Никола́й Ива́нович Виногра́дов (21 апреля 1876, Дмитров, Московская губерния — 27 ноября 1937, Москва) — русский священнослужитель, духовный писатель, священномученик.
Магистр Московской духовной академии. В 1915 году был награждён академической премией епископа Курского Михаила.

## Биография
Родился в городе Дмитрове в семье диакона Иоанна Виноградова.
По окончании в 1899 году Вифанской духовной семинарии был оставлен в ней надзирателем и одновременно был учителем образцовой школы при семинарии.
Настоятель церкви Александра Невского и законоучитель в Московском Александровском институте, затем настоятель церкви Святителя Николая на Пупышах (1918) и церкви святых мучеников Флора и Лавра на Зацепе (1929). Возведён в сан протоиерея (1920), благочинный Замоскворецкого сорока (1924).
В 1933 году был сослан в Каргополь. После возвращения в 1936 году служил в Вознесенской церкви села Теряева Слобода. В 1937 году арестован и расстрелян на Бутовском полигоне.
Канонизирован Архиерейским собором Русской православной церкви в 2000 году.

### Семья
- Был женат на Екатерине Павловне Соколовой.
- В семье было четверо детей — дочери Галина, Ангелина и Ирина, а также сын Сергей.

## Главные труды
- «К вопросу о сущности жизни» // Харьков. — 1913.
- «Основания для признания Бога существом личным» // Харьков. — 1913.